# Vườn quốc gia Yoho
Vườn quốc gia Yoho là một vườn quốc gia tọa lạc ở Dãy núi Rocky của Canada  dọc theo sườn phía tây của Continental Divide ở đông nam British Columbia. Vườn quốc gia Yoho giáp vườn quốc gia Kootenay ở phía nam và vườn quốc gia Banff ở phía đông. Tên gọi Yoho xuất phát từ tiếng Cree diễn tả sự ngạc nhiên.
Yoho có diện tích 1.313 km² (507 mi²) và là vườn quốc gia nhỏ nhất trong 4 vườn quốc gia tiếp giáp. Yoho, cùng với vườn quốc gia Jasper, vườn quốc gia Kootenay và vườn quốc gia Banff, cùng với ba vườn cấp tỉnh ở British Columbia —vườn cấp tỉnh Hamber, vườn cấp tỉnh Mount Assiniboine, và vườn cấp tỉnh Mount Robson— tạo thành di sản thế giới Vườn quốc gia Núi Rocky của Canada (Canadian Rocky Mountain Parks), được UNESCO công nhận năm 1984. Trung tâm quản lý và du khách tọa lạc ở thị xã Field, British Columbia, bên cạnh xa lộ xuyên Canada.